# Диздар (должность)

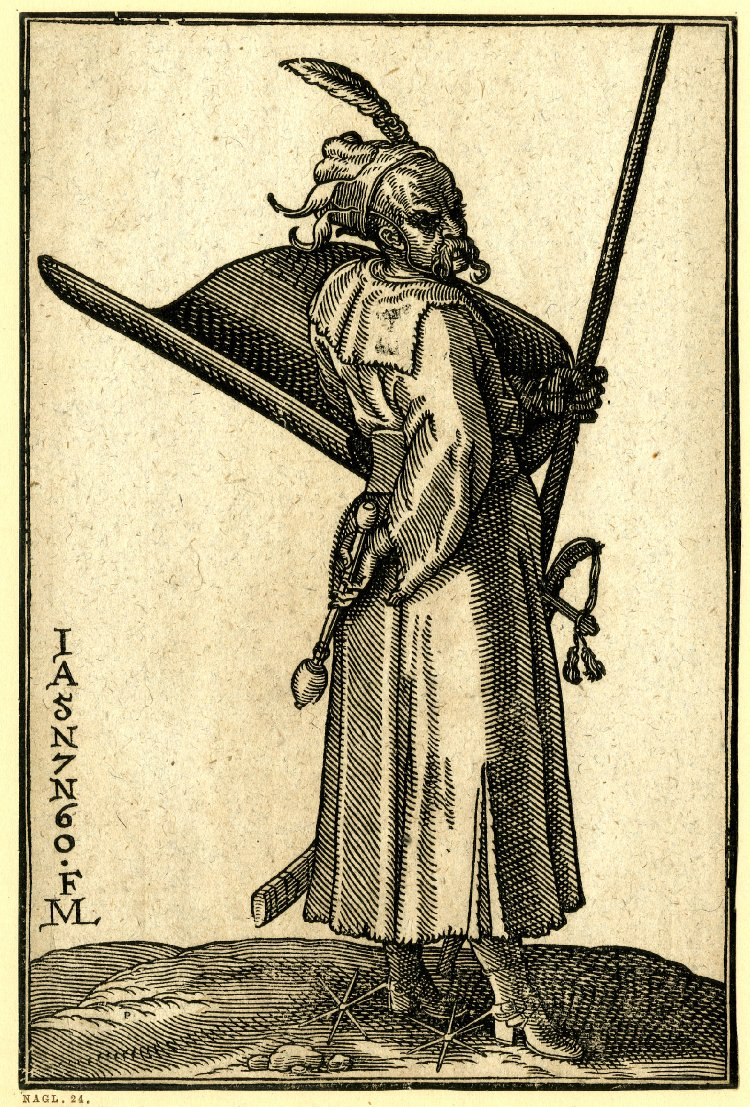
Турецкий воин XVI века (автор — Мельхиор Лорк)

Диздар (перс. دزدار‎, осман. دزدار‎, тур. dizdar) — титул Оттоманской империи. Командир гарнизона крепости. В зону ответственности диздара входило поддержание крепости как полноценного оборонительного пункта.
Слово персидского происхождения и значит охранник, страж, привратник или кастелян. Слово получило широкое распространение в Южной Европе (на Балканах).
Диздар не только командовал военной частью, но был ответственен и за гражданское население крепости и посада, т.к. основной целью крепости была охрана окружающего населения.
Диздар имел заместителя — кахъю и других подчиненных (ясакджи), подчиняясь капитану или санджак-бею. В 1835 году должность была отменена.

## Внешние ссылки
- Диздар – страж замка (в книге The Origins of English Words by Joseph T. Shipley) /стр.62/
- Диздар – командир крепости в Оттоманской империи (из книги The Siege of Shkodra by Marin Barleti /стр. 241/)
- Дисдары или диздары были хранителями крепостей
- Диздары, как командиры крепостей на Кипре во время османского владычества